# Reinsberg (Adelsgeschlecht)

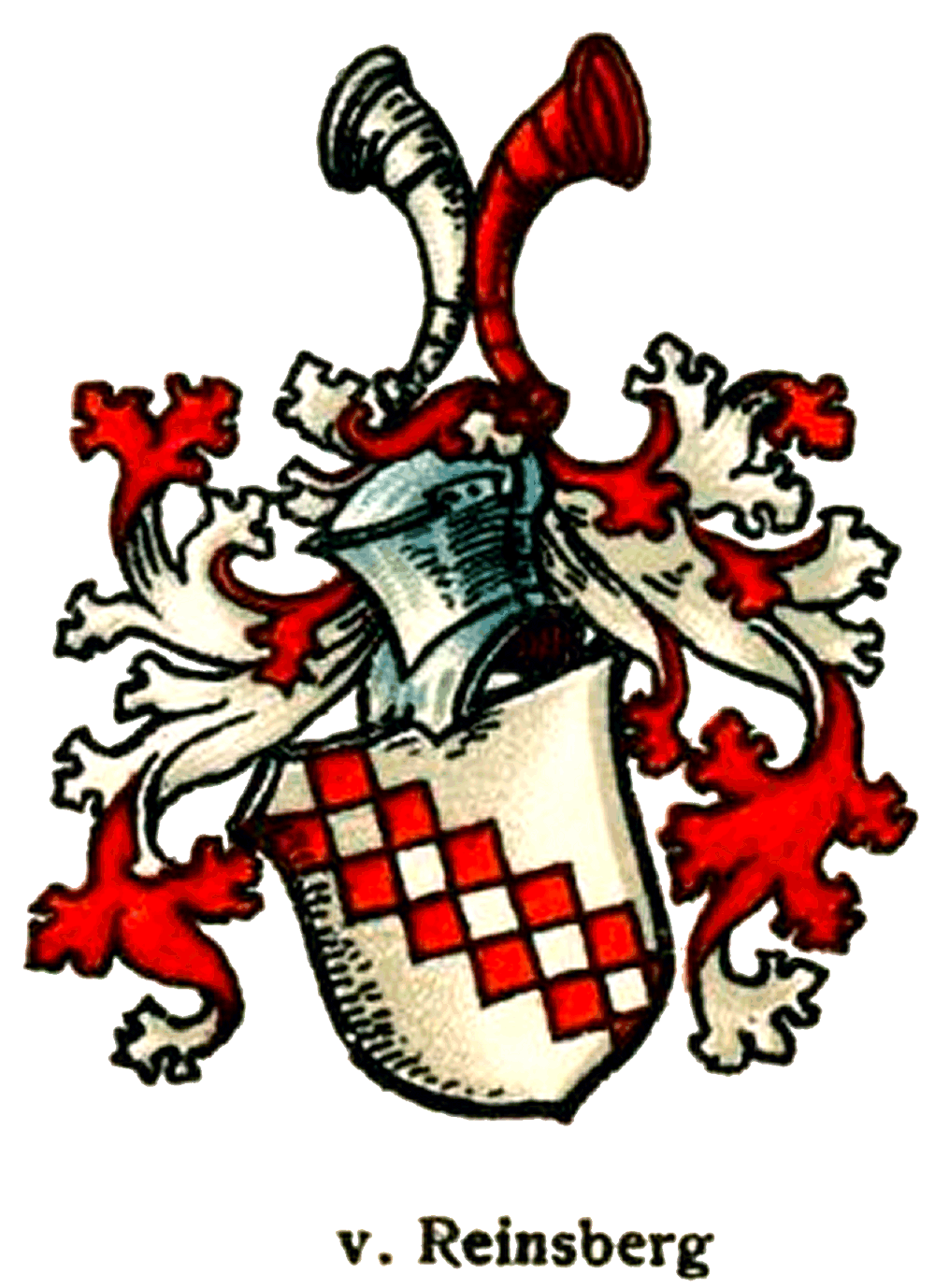
Wappen derer von Reinsberg

Reinsberg (auch Reinsperg oder Regensberg) ist der Name eines zum meißnischen Uradel zählenden Geschlechts mit gleichnamigem Stammhaus nördlich von Freiberg in Sachsen, welches sich später auch nach Schlesien und der Niederlausitz ausbreitete.

## Geschichte und Herkunft
Erstmals urkundlich wurde das Geschlecht am 24. April 1197 mit Reynhard de Regensberg erwähnt, wo Reinsberg bei Freiberg als der Stammsitz der Familie angesehen wird. Daneben gehörte ab 1343 auch Heinrichsdorf der Familie. Danach auch Bloischendorf bei Spremberg. Familienmitglieder sind mehrfach in der preußischen Armee nachweisbar. Ihr Stammsitz, das Schloss Reinsberg veräußerten sie bereits im Jahr 1404 an die Familie von Schönberg.
In Schlesien tritt das Geschlecht besonders im Herzogtum Liegnitz auf, wo Dürschwitz/Dirskewitz als sein Stammsitz betrachtet wird. Die Stammreihe beginnt dort 1418 mit Melchior von Reinsberg in Sorau. 1452 wurde Hans von Reinsberg auf Dürschwitz erwähnt, der noch 1469 dort lebte. 1455 werden die Brüder Wenzel, Conrad und Hans von Reinsberg auf Groß-Tinz, 1506 Hans von Reinsberg auf Dürschwitz und 1510 auf Schützendorf urkundlich erwähnt. Gegen Ende des 16. Jahrhunderts erscheint das Geschlecht auch im Herzogtum Brieg, wo es sich nach dem Hause Arnsdorf schrieb. Urkundlich erwähnt werden 1586 Christoph von Reinsberg auf Arnsdorf, 1591 Leonhard von Reinsberg auf Arnsdorf und Wonnwitz sowie auf Münchhof im Herzogtum Münsterberg. Er war mit Eva von Warkotsch aus dem Hause Siblitz vermählt.
Im Laufe des 17. Jahrhunderts verschwindet das Geschlecht aus Schlesien, blühte aber in Sachsen fort, wo noch in neuerer Zeit dessen Nachkommen vorkamen. Auch in Böhmen traten Mitglieder des Geschlechts auf und haben dort als „Rensperger von Rensperg“ (Renšpergár z Renšperku) das Inkolat erhalten. Urkundlich erwähnt wurden unter anderen 1665 Johann Carl Rensperger von Rensperg und 1669 Peter Rensperger von Rensperg.

## Wappen
Das Stammwappen zeigt in Silber zehn rote Rauten, welche in zwei Reihen zu je fünf schrägrechts, balkenförmig aneinander gestellt sind. Auf dem Helm mit rot-silbernen Decken ein silbernes und ein rotes voneinander abgewendetes gestürztes Jagdhorn.

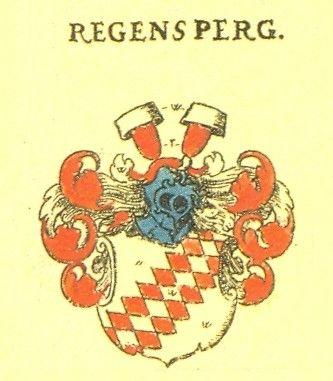
Wappen der Familie aus Siebmachers Wappenbuch von 1605 (spiegelverkehrt)
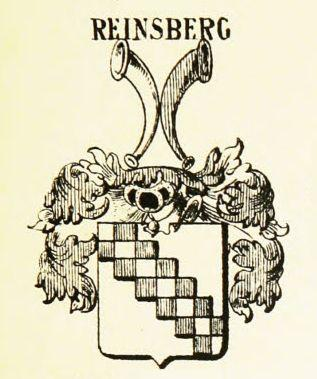
Wappen der Familie aus Siebmachers Wappenbuch

## Persönlichkeiten
- Christoph von Reinsberg (1547/1555), kursächsischer Jägermeister des Meißnischen Kreises